# Streitkräfte der Tschechischen Republik

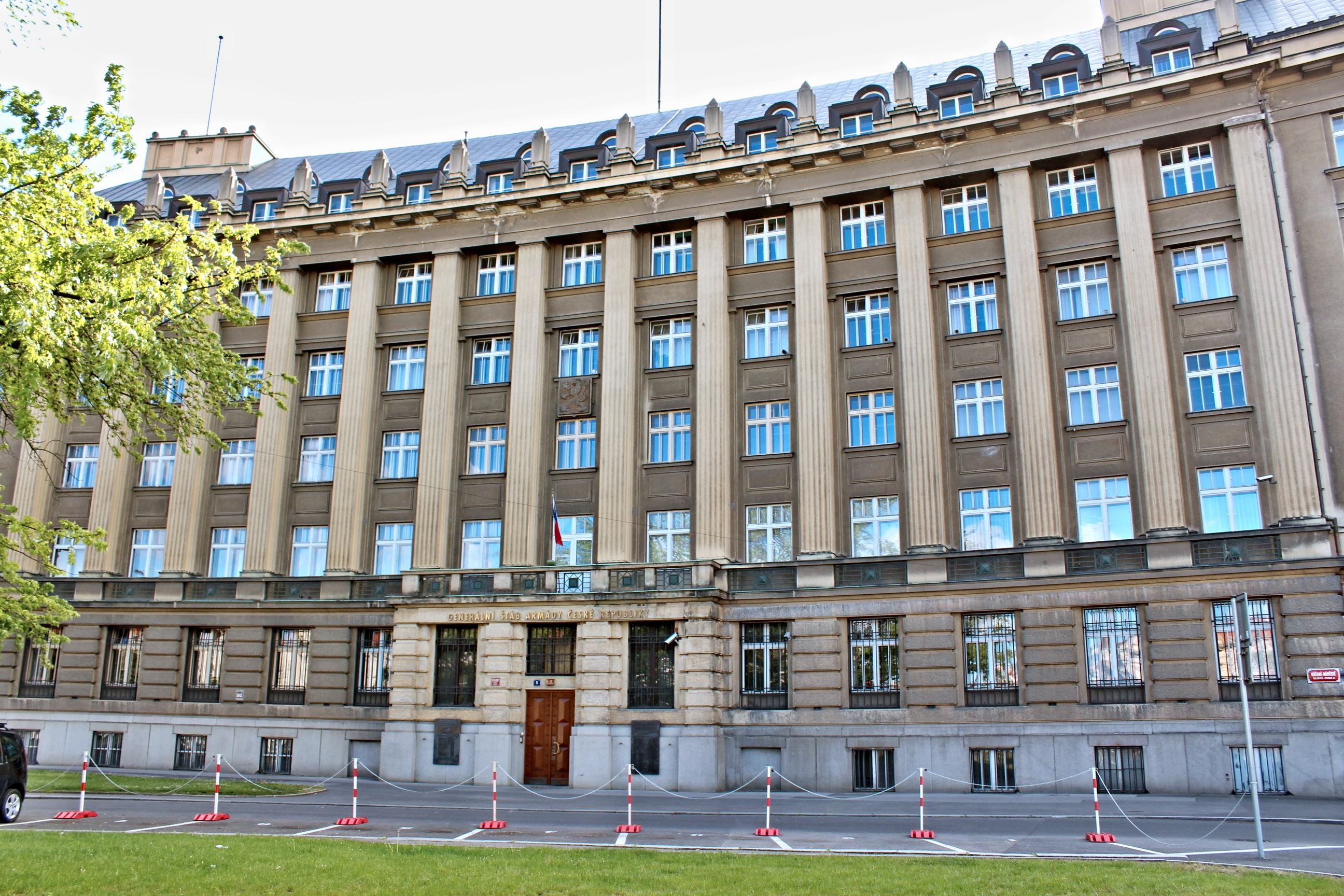
Generalstab der Streitkräfte der Tschechischen Republik in Prag-Dejvice, Vítězné náměstí (Siegesplatz)

Die Streitkräfte der Tschechischen Republik (tschechisch Armáda České republiky, AČR) bestehen aus Heer, Luftwaffe und Unterstützungs- und Ausbildungskräften. Eine Marine unterhält der Binnenstaat Tschechien  nicht.

## Geschichte
Die Tschechoslowakische Armee der Jahre 1990 bis 1992 war Nachfolgeorganisation der Tschechoslowakischen Volksarmee (Československá lidová armáda/ČSLA), der drittstärksten Armee im Warschauer Pakt, die in den 1980er-Jahren noch mehr als 200.000 Mann umfasste. 1992 erfolgte die Trennung der Tschechoslowakischen Republik in die Tschechische und die Slowakische Republik. Die Angehörigen der bisherigen gemeinsamen Armee durften selbst entscheiden, ob sie fortan in der tschechischen oder der slowakischen Armee dienen wollten. Mit ihren rund 90.000 Mann (Anfang 1993) erwies sich die Armee der neuen Tschechischen Republik als zu groß und zu teuer. 1994 wurde daher eine Reduzierung der Truppenstärke um 20.000 Mann beschlossen.
1997 verfügten die Streitkräfte über elf Kampfbrigaden (etwa drei Divisionen), sechs Kampfstaffeln, eine Hubschrauberstaffel und drei Flugabwehrbrigaden mit insgesamt 65.000 Soldaten. Wie in anderen europäischen Staaten wurde die Anzahl der Soldaten in den folgenden Jahren jedoch deutlich reduziert. Zum 1. Januar 2009 beschäftigten die tschechischen Streitkräfte noch 24.103 Militärs sowie 10.575 Zivilangestellte. Seit 1999 ist das Land Mitglied der NATO. 2004 wurde die Wehrpflicht abgeschafft; seit 2005 werden neue Strukturen mit Berufssoldaten eingeführt. Tschechien verfügt aktuell etwa über 26.000 Soldaten und ca. 11.000 Reservisten. Das Land hat derzeit 123 Kampfpanzer. Die Luftstreitkräfte verfügen über 44 Kampfflugzeuge.

### Auslandseinsätze
Die Tschechoslowakei hat sich bereits vor der Trennung in die Staaten Tschechien und Slowakei an internationalen Operationen beteiligt. So sandte das Land kurz vor der Auflösung des Warschauer Pakts (1991) und als einziges Land dieses Militärbündnisses 200 Soldaten einer chemischen Spezialeinheit in den Zweiten Golfkrieg. Die Einheit unterstützte die Streitkräfte der Vereinigten Staaten während der Operation Desert Shield.

### Teilnahme an internationalen Hilfsoperationen
In der Folge nahm das Land an verschiedenen Hilfsoperation der UNO, OSZE und EU teil. Zudem gehörte das Land 2004 zur Koalition der Willigen, die Soldaten in den Irakkrieg entsandten. In Tschechien war der scheidende Staatspräsident Václav Havel Befürworter des Krieges, während die Bevölkerung diesem mehrheitlich ablehnend gegenüberstand.
| Einsatz                    | Soldaten         | Zeitraum             |
| -------------------------- | ---------------- | -------------------- |
| IFOR                       |                  | 1995–1996            |
| SFOR                       |                  | 1996–2004            |
| KFOR                       |                  | Seit 1999            |
| Irakkrieg                  | 317 (1 gefallen) | 2004–zurück befohlen |
| EUFOR Operation Althea     | 65               | 2004–2008            |
| ISAF                       | 480              | Seit 2004            |
| Operation Enduring Freedom | 100              | Seit 2004            |

### Organisation und Struktur
Die Streitkräfte sind folgenden Orgbereichen unterstellt:
- Generalstab der Tschechischen Streitkräfte (Prag)
  - Kommando TSK gemeinsame Streitkräftebasis (Joint Force Command) (Olomouc)
    - Verbände Heer und Luftwaffe

  - Kommando Unterstützungs- und Ausbildungskräfte (Stará Boleslav)

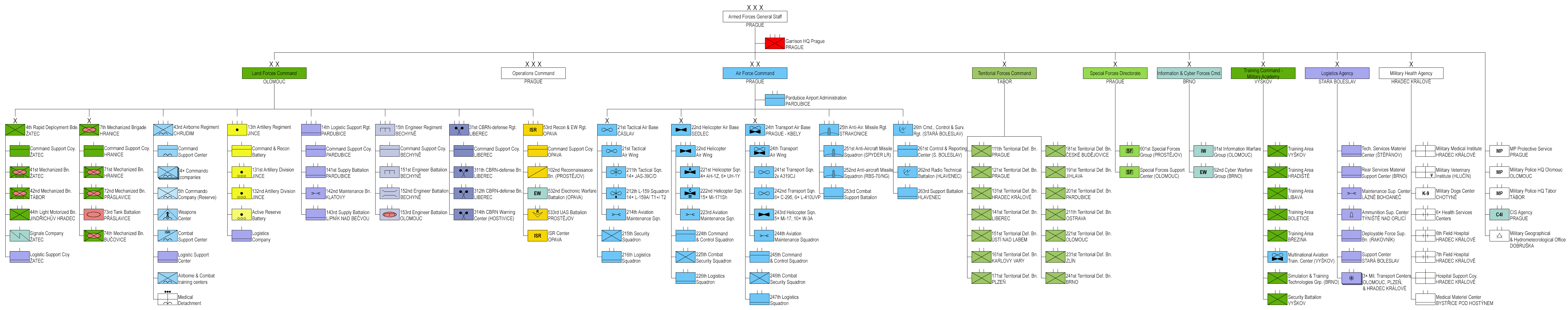
Struktur 2016

## Ausrüstung
Ausrüstung (Auswahl)
| Anzahl          | Bezeichnung                         |
| Handfeuerwaffen | Handfeuerwaffen                     |
| --------------- | ----------------------------------- |
| ca. 16.000      | CZ BREN 2, Sturmgewehre             |
| ca. 21.000      | CZ P-10, Pistole                    |
| ca. 1.600       | CZ 805 G1, Granatwerfer (Unterbau)  |
| ca. 100         | CZ SCORPION, Maschinenpistole       |
| ca. 180         | H&K MP7A2, Maschinenpistole         |
| ca. 1149        | FN Minimi, Maschinengewehr          |
| –               | PKM, Maschinengewehr                |
| ca. 346         | CZ Bren 2 PPS, Scharfschützengewehr |
| –               | Dragunow-Scharfschützengewehr       |
| –               | RPG-7V                              |
| –               | RPG-75                              |
| –               | Carl Gustaf M3                      |

| Anzahl           | Bezeichnung |                  |                  |                  |
| Landstreitkräfte | Landstreitkräfte                                                                                               | Landstreitkräfte | Landstreitkräfte | Landstreitkräfte |
| ---------------- | --- | ---------------- | ---------------- | ---------------- |
| 179              | T-72, Kampfpanzer (30 aufgerüstet zu T72M4, 478 T72 in Reserve)                                                |                  |                  |                  |
| 14               | Leopard 2 A4, Kampfpanzer (Ringtausch aus Deutschland)                                                         |                  |                  |                  |
| 1                | Bergepanzer 3, Bergepanzer (Ringtausch aus Deutschland)                                                        |                  |                  |                  |
| 207              | BMP-1, Schützenpanzer                                                                                          |                  |                  |                  |
| 76               | BPzV-1, Schützenpanzer                                                                                         |                  |                  |                  |
| 174              | BMP-2, Schützenpanzer                                                                                          |                  |                  |                  |
| 210              | CV90 Mk IV, Schützenpanzer (Soll alte sowjetische Schützenpanzer ersetzen)                                     |                  |                  |                  |
| 107              | Pandur II CZ, Radschützenpanzer                                                                                |                  |                  |                  |
| 28               | OT-64 SKOT, Truppentransporter                                                                                 |                  |                  |                  |
| 29               | OT-90, Truppentransporter                                                                                      |                  |                  |                  |
| 42 20            | Nexter Titus, Fahrzeuge für Führungs- und Verbindungsaufgaben Nexter Titus, Feuerleitung Artillerie            |                  |                  |                  |
| 52               | CAESAR, 155-mm-Radhaubitze                                                                                     |                  |                  |                  |
| 168              | DANA, 152-mm-Radhaubitze                                                                                       |                  |                  |                  |
| 60               | RM-70, 122-mm-Raketenwerfer                                                                                    |                  |                  |                  |
| 85               | M1982 PRAM-L, gezogene 120-mm-Mörser                                                                           |                  |                  |                  |
| 8                | SPM-85 PRAM-S 120-mm-Mörser mit Selbstantrieb                                                                  |                  |                  |                  |
| 3                | ARTHUR, Artillerieaufklärungsradar                                                                             |                  |                  |                  |
| 1.200            | Toyota Hilux                                                                                                   |                  |                  |                  |
| 114              | Land Rover Defender 110 TDi, leichte Geländewagen                                                              |                  |                  |                  |
| 79               | Land Rover Defender 130 Kajman, leichte Geländewagen                                                           |                  |                  |                  |
| 19 (+90)         | Iveco LMV, gepanzerte leichte Geländewagen                                                                     |                  |                  |                  |
| 588              | Tatra 810, Militär-Lastkraftwagen                                                                              |                  |                  |                  |
| 1000+            | Tatra 815, Militär-Schwerlastkraftwagen                                                                        |                  |                  |                  |
| Luftstreitkräfte | |                  |                  |                  |
| 12 2             | Saab JAS-39C Gripen, Mehrzweckkampfflugzeug Saab JAS-39D Gripen, Mehrzweckkampfflugzeug                        |                  |                  |                  |

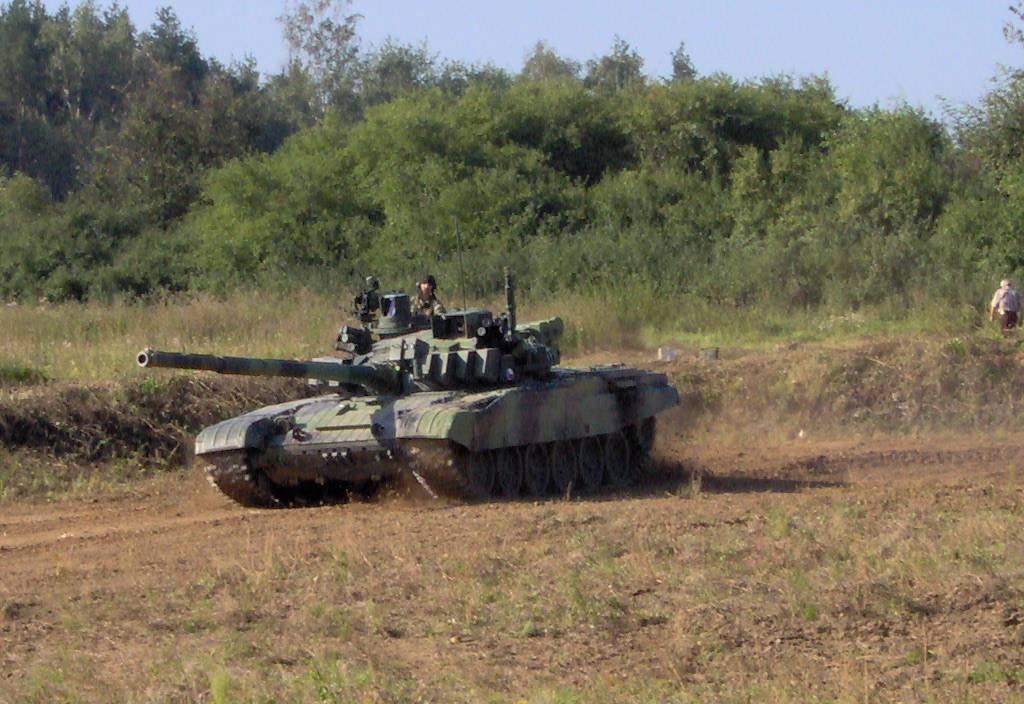
Panzer T72M4CZ der Tschechischen Streitkräfte

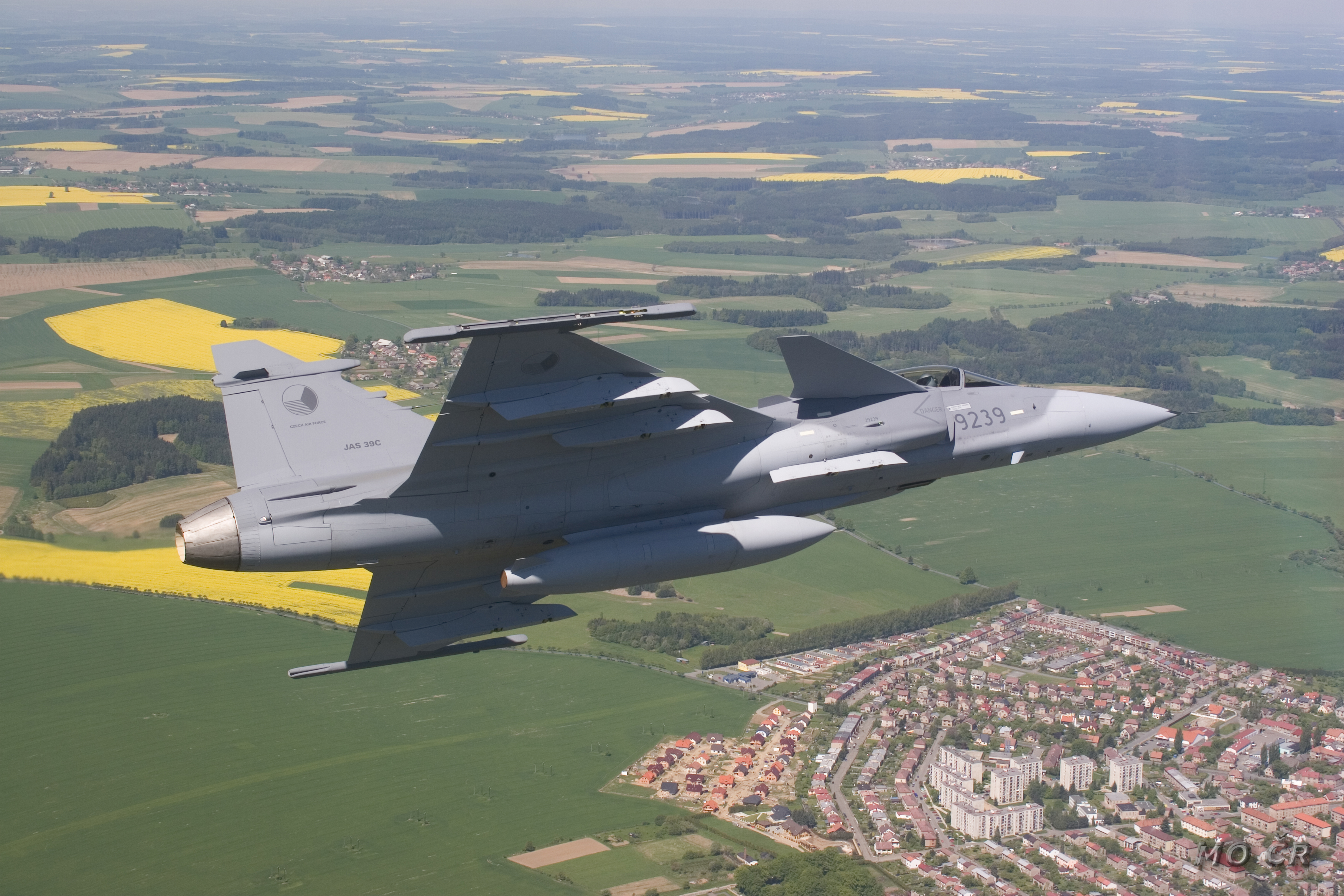
Saab JAS-39 Gripen

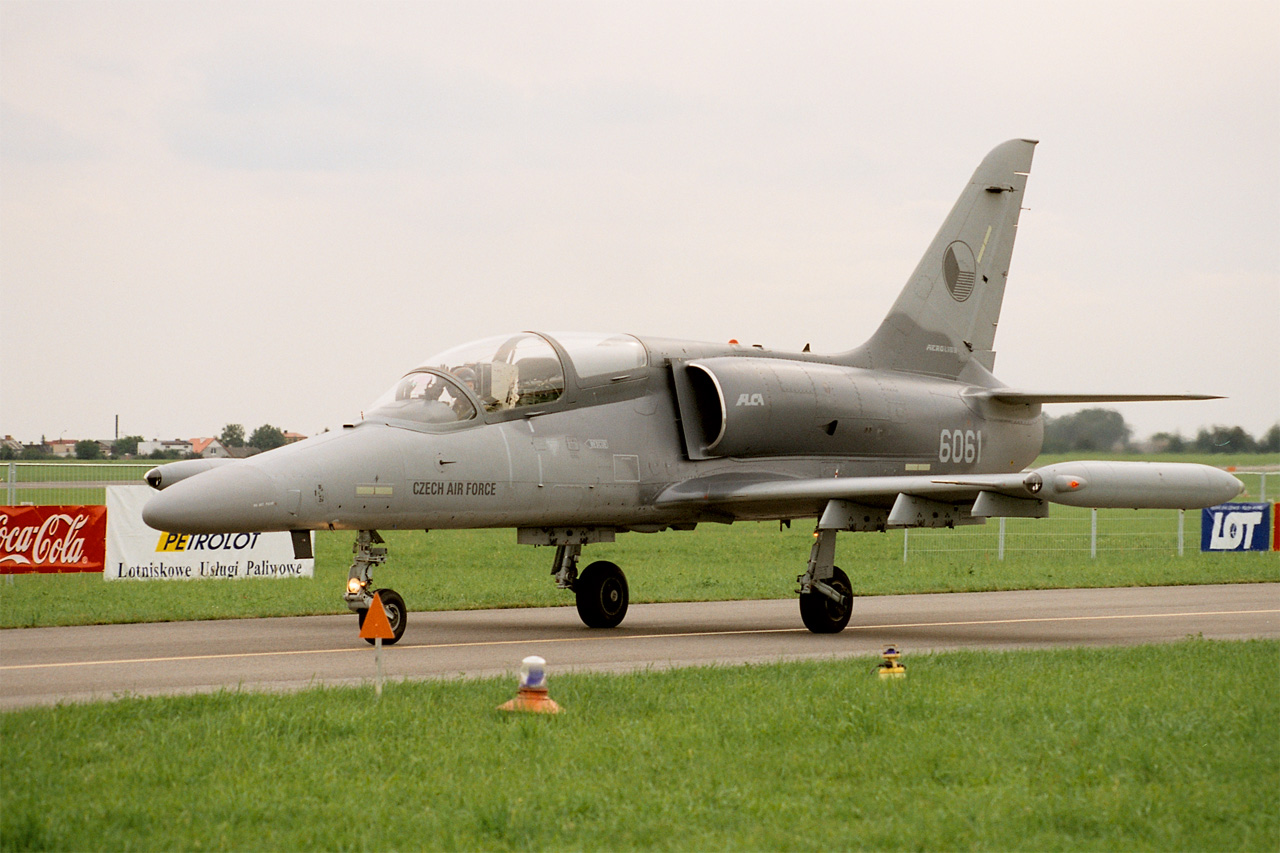
Aero L-159

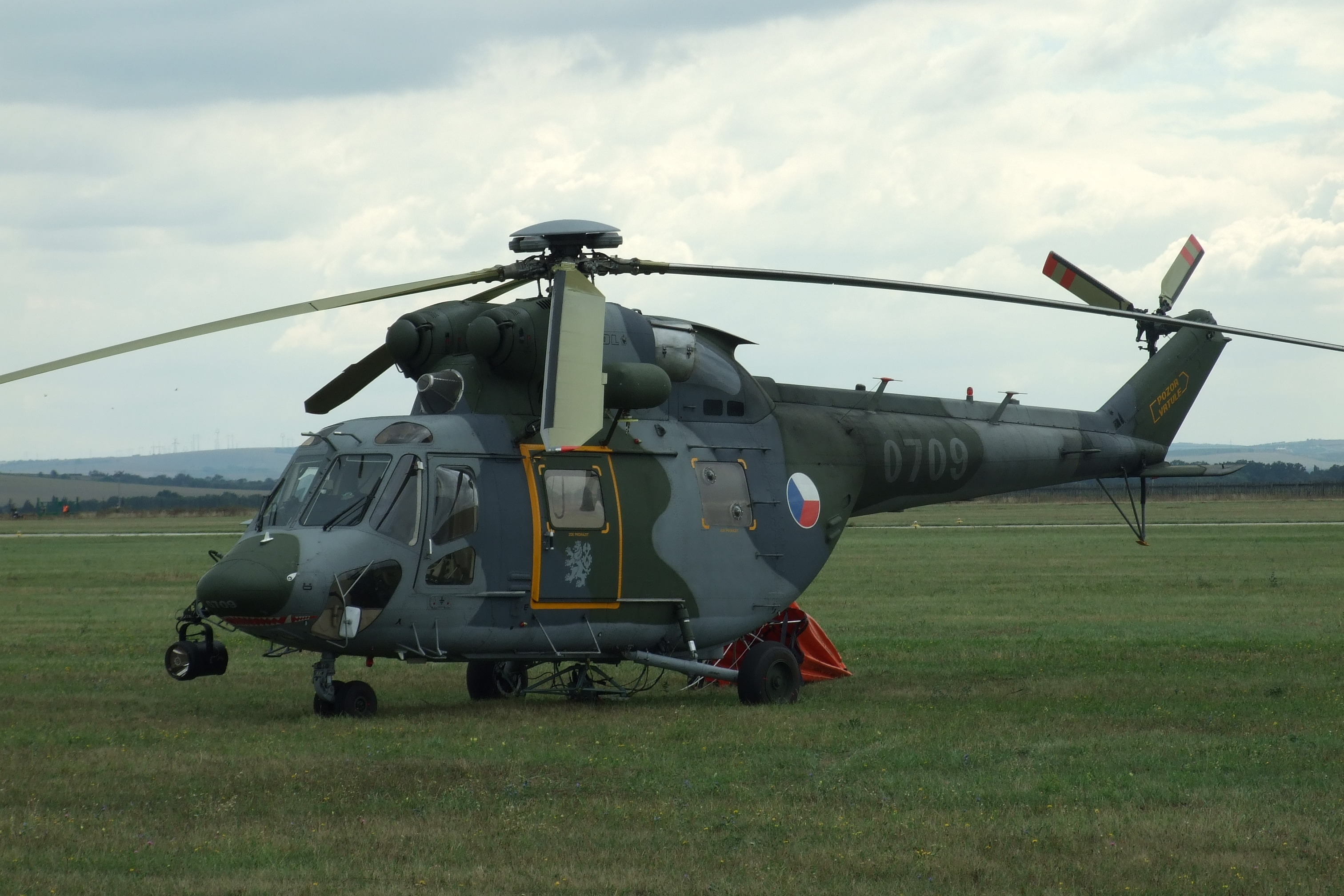
PZL W-3 Sokół

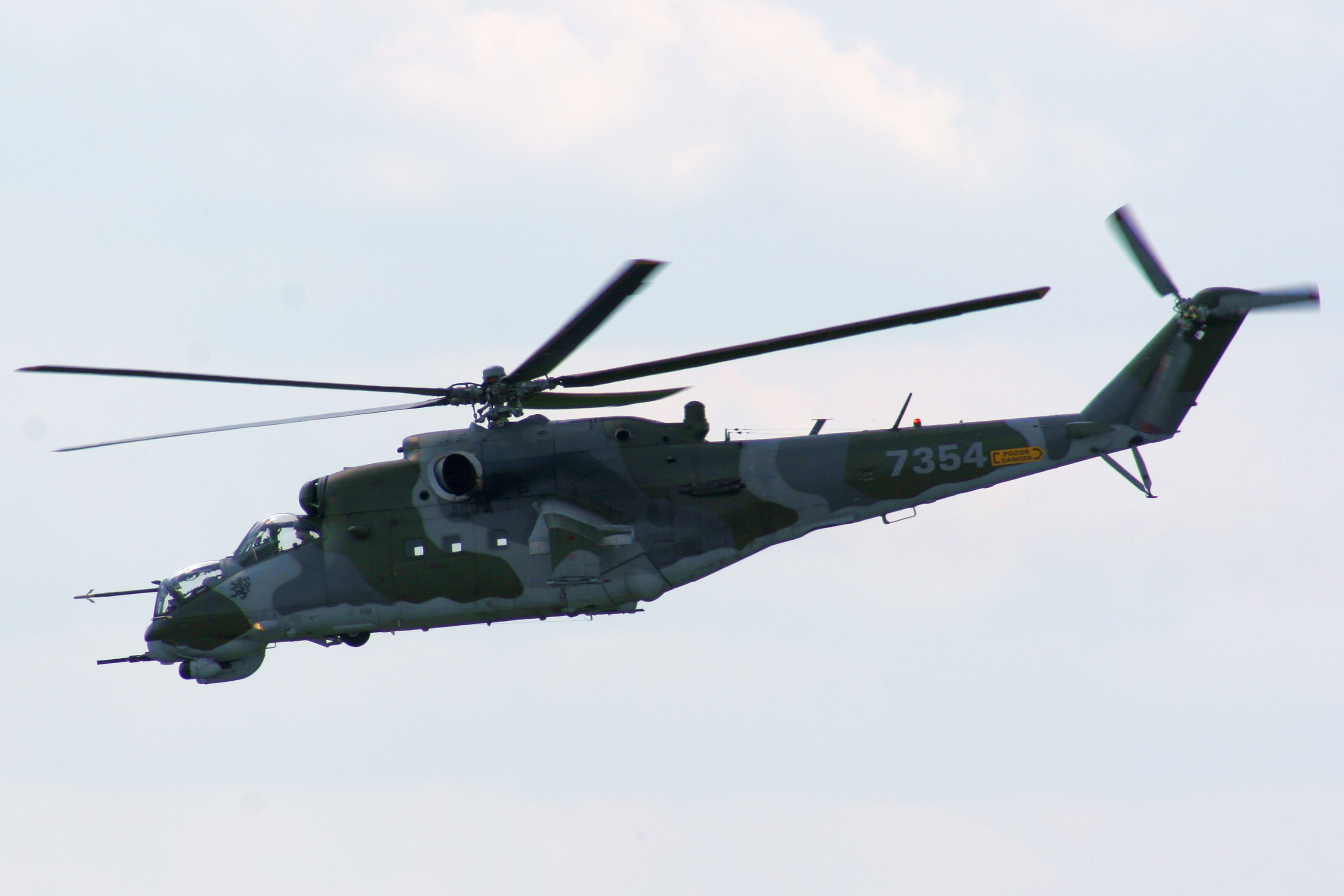
Mil Mi-24-Kampfhubschrauber

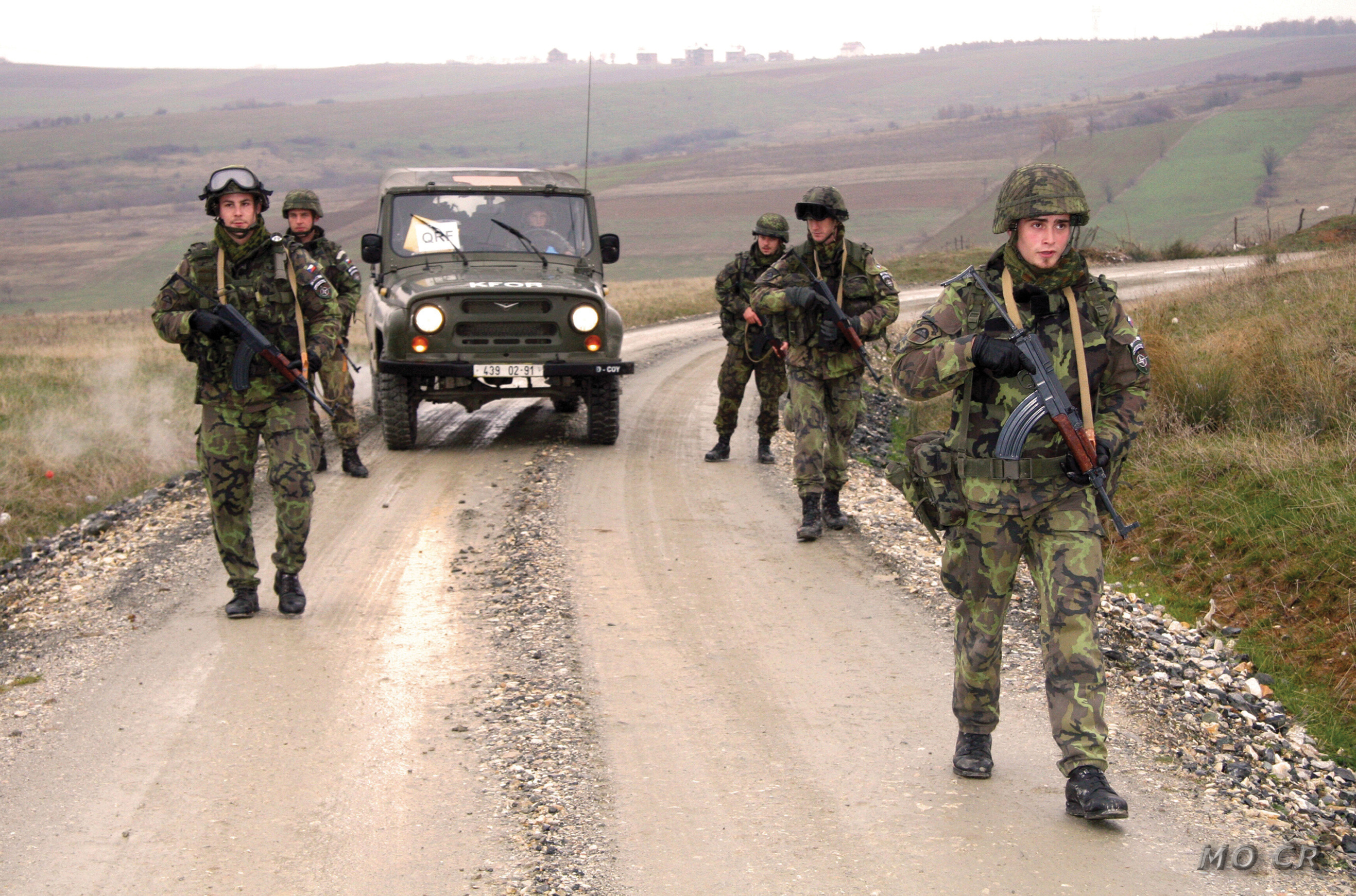
Tschechische KFOR-Soldaten

| 24               | Lockheed Martin F-35A Lightning II, Tarnkappen-Mehrzweckkampfflugzeug (Soll die Saab JAS-39 ab 2027 ersetzten) |                  |                  |                  |
| 71               | Aero L-159 ALCA, Trainings- und leichtes Erdkampfflugzeug *                                                    |                  |                  |                  |
| –                | Aero L-39 ALBATROS, Trainingsflugzeug                                                                          |                  |                  |                  |
| 6                | CASA C-295, Transportflugzeug                                                                                  |                  |                  |                  |
| –                | Antonow An-26, Transportflugzeug                                                                               |                  |                  |                  |
| 2                | Airbus 319, Geschäftsreiseflugzeug                                                                             |                  |                  |                  |
| 8                | Mil Mi-24, Kampfhubschrauber                                                                                   |                  |                  |                  |
| 10               | Kampfhubschrauber AH-1Z Viper                                                                                  |                  |                  |                  |
| 11               | PZL W-3 Sokół, Hubschrauber                                                                                    |                  |                  |                  |
| 16               | Mil Mi-17, Hubschrauber                                                                                        |                  |                  |                  |
| 10               | Mehrzweckhubschrauber UH-1Y Venom                                                                              |                  |                  |                  |
| –                | 2K12 Kub, Raketenflugabwehrsystem                                                                              |                  |                  |                  |
| 4                | SPYDER Kurzstreckenflugabwehr-Raketensystem                                                                    |                  |                  |                  |
| –                | 9K35M Strela-10M, Raketenflugabwehrsystem                                                                      |                  |                  |                  |
| –                | S-75, Raketenflugabwehrsystem                                                                                  |                  |                  |                  |
| –                | S-125 Něva-M, Raketenflugabwehrsystem                                                                          |                  |                  |                  |
| –                | Vera-E, passives Sensorsystem                                                                                  |                  |                  |                  |

Von den bis 2003 beschafften 72 Aero L-159 ALCA werden lt. Beschluss der tschechischen Regierung vom 7. Juli 2004 nur 24 Maschinen im aktiven Dienst bleiben. Ein Flugzeug ist während eines Testfluges abgestürzt. Die verbleibenden 49 Flugzeuge stehen zum Verkauf.
(Stand 20. November 2007:)

## Truppenübungsplätze
- Truppenübungsplatz Boletice
- Truppenübungsplatz Brdy (bis 2015)
- Truppenübungsplatz Březina
- Truppenübungsplatz Hradiště
- Truppenübungsplatz Libavá

## Militärflugplätze
- Militärflugplatz Čáslav
- Militärflugplatz Náměšť
- Militärflugplatz Prag-Kbely